# Drinjača (Zvornik, BiH)
Drinjača je naselje u općini Zvornik, Republika Srpska, BiH, na ušću rijeke Drinjače u Drinu.
Na posljednjem službenom popisu stanovništva iz 1991. godine, naseljeno mjesto Drinjača imalo je 238 stanovnika, sljedećeg nacionalnog sastava:
- Bošnjaci - 199
- Srbi - 33
- Jugoslaveni - 5
- Hrvati - 1

## Vanjske poveznice
- glosk.com: satelitske snimke Drinjače (vrlo dobra rezolucija!)